# Colón (Nariño)
Colón es un municipio colombiano ubicado en el departamento de Nariño, cuya cabecera municipal recibe el nombre de Génova.

## Historia
Colón, fue creado gracias a las intenciones de buena fe de reunirse por parte de los señores Primitivo Urbano, Manuel María Urbano y ceder algunas de sus tierras para que se establezcan las primeras familias en las respectivas tierras.
Años después se funda una población conocida con el nombre de El Viento. Don Benjamín Cerón y don Raymundo Cerón, estas acciones se realizaron el para los años 1905, lugar que hasta hoy se conoce como Génova, cabecera municipal del municipio de Colón.
Como siempre según la historia mundial, las primeras construcciones se hacen donde más congrega gente, alrededor de los lugares donde hay intercambio comercial y donde se practica los diferentes cultos religiosos, es por esto que las primeras casas se construyeron alrededor de la plaza central y del templo parroquial.
Para los primeros años, Génova pertenecía al municipio de San Pablo, pero gracias a la creación del departamento de Nariño, es así que por motivos geográficas y de limitación espacial los territorios de Génova queda separada y sin casco urbano.
Debido a esta situación se creó para empezar y concentrar las acciones administrativas, el corregimiento de Sucre luego por actos administrativos se crea el municipio de Génova.
Para los años 1951 el señor alcalde de la época, don Benjamín Cerón, entusiasta por naturaleza convocó a los esfuerzos municipales, sociales y religiosos para crear la parroquia en la cabecera del Municipio; ya para el año 1952 al primer sacerdote se registra al presbítero José Calabozo de procedencia española.

## Organización político-administrativa
Aparte de su cabecera municipal. Colón tiene bajo su jurisdicción los centros poblados:
- Génova
- La Plata
- San Carlos
- Villanueva

### Veredas
El municipio tiene constituido las siguientes veredas: 

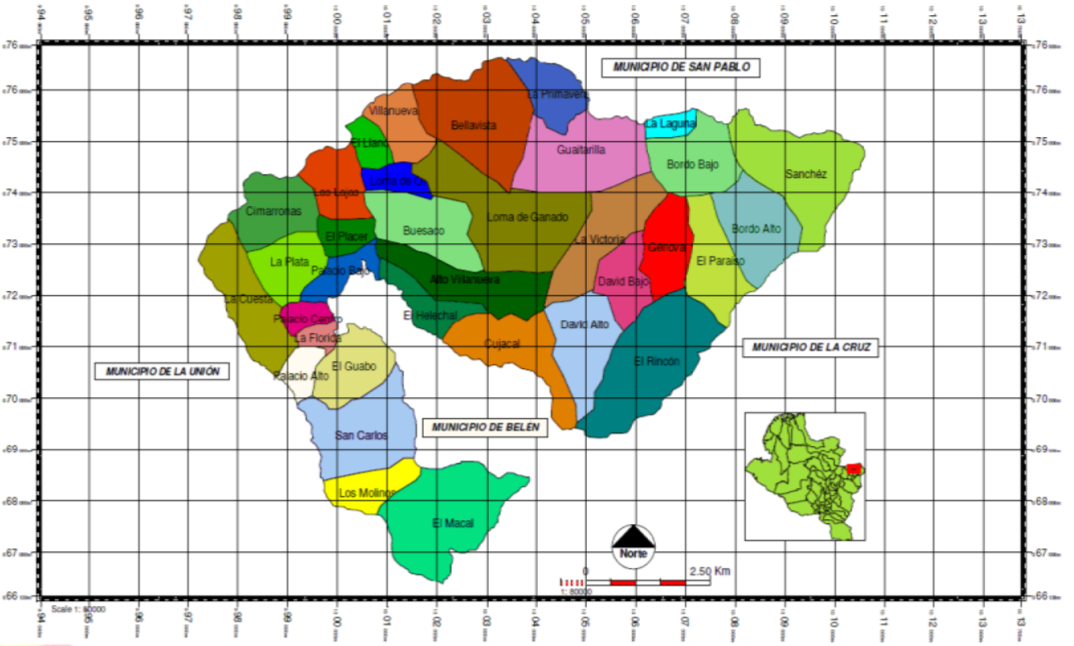
Veredas del municipio de Colón (Nariño)

| La Victoria    | Guaitarilla     | Las Lajas      | El Guabo     |
| Bordo Alto     | Bellavista      | Cimarrronas    | El Macal     |
| Bordo Bajo     | La Primavera    | La Plata       | Los Molinos  |
| David Alto     | Loma de Ganado  | La Cuesta      | Palacio Alto |
| David Bajo     | Loma de Ortiz   | El Placer      | San Carlos   |
| Sánchez        | Alta Villanueva | Palacio Centro | La Florida   |
| Sección Pueblo | El Llano        | Palacio Bajo   |              |
| El Paraíso     | Cujacal         |                |              |
| El Rincón      | Helechal        |                |              |
| La Laguna      | Buesaco         |                |              |

## Geografía
El municipio de Colón se sitúa al norte del departamento de Nariño, en el suroccidente de Colombia,
Se localiza entre los 1°38′12″ de latitud norte y los 76°58′ de longitud oeste del meridiano de Greenwich, en tierras de la cordillera centro oriental.
El municipio hace parte de un sistema montañoso, fuertemente quebrado a muy escarpado, Colon Génova está ubicado a una altitud entre los 1400 y los 2800O m s. n. m. (metros sobre el nivel del mar), con temperaturas medias de 16 °C. En el municipio se destacan los cerros El Púlpito, El Veneno y San Cristóbal, catalogados como cerros tutelares abastecedores de agua para los acueductos urbanos y rurales.
Pertenece a la subregión de Río Mayo-zona nordoriental.
Altitud: 1914 m s. n. m.
Superficie: 82 km², aproximadamente.

### Extensión
El municipio de Colón comprende una superficie aproximada de 80 km², y tiene como límites geográficos los siguientes:
- Norte: municipio de San Pablo.
- Oriente: municipio de La Cruz.
- Sur: municipio de Belén.
- Occidente: municipio de La Unión.